# Combat dels Trenta
El  combat dels Trenta  va ser una acció militar esdevinguda el 27 de març de 1351 entre 30 cavallers de Joan de Montfort, que tenien el suport d'Anglaterra, i 30 de Carles de Blois, que tenien el suport de França. El Combat dels Trenta pertany al conflicte conegut com a Guerra de Successió Bretona, part secundària de la Guerra dels Cent Anys.

## La Guerra de Successió de Bretanya
Aquest conflicte es va iniciar el 1341 en morir el duc Joan III de Bretanya sense hereus. El seu mig germà, Joan de Monfort, va reclamar el ducat amb el suport del rei Eduard III d'Anglaterra.
No obstant això, Carles de Blois, que estava casat amb una neboda del duc (Joana de Penthièvre), es va oposar a Joan amb el suport de Felip VI de França. Les dues posicions eren irreconciliables (perquè a tots dos els assistia una part de raó i les normes successòries no estaven clares), i en conseqüència es va desencadenar la guerra en un territori ja devastat per la Guerra dels Cent Anys.
La Guerra de Successió va passar per diversos espasmes de violència separats per treves insostenibles, fins a desembocar en la sagnant Batalla d'Auray (1364), que va resoldre el conflicte a favor de Montfort i va acabar amb la derrota i assassinat de Blois malgrat que comptava amb els serveis del competent general Bertrand Du Guesclin.

## Duel en lloc de batalla
El 27 de març de 1351, l'enfrontament de dues guarnicions de soldats bretons que defensaven les causes oposades va donar una situació singular, que desembocaria en el cèlebre Combat dels Trenta. Un grup de soldats proanglesos defensaven la ciutat de Ploërmel, sota el comandament de Robert Bemborough. A pocs quilòmetres, el poblat de Josselin era custodiat per una cohort profrancesa manada per Robert de Beaumanoir. Ambdues forces sabien el conflicte seria inevitable, però de resultat dubtós i amb un gran cost en baixes atès que estaven molt igualades en homes i armament.
Per aquest motiu, Beaumanoir va desafiar Bemborough a un combat singular. L'anglès va acceptar, però els soldats d'ambdós bàndols van protestar perquè volien veure córrer la sang dels seus enemics, en comptes de romandre com a espectadors mentre els seus dos caps es mataven entre ells.
En conseqüència, els dos capitans van tenir una conferència i van decidir resoldre el domini militar del territori mitjançant un "duel" o "desafiament" de 30 homes per bàndol –el comandant i els 29 soldats reputats més valents i capacitats. D'aquesta manera es satisfeia el desig de combatre dels seus homes i alhora s'evitaven grans pèrdues. Així, 60 homes s'enfrontarien a Chêne de Mi-Voie, un indret a mig camí entre Josselin i Ploërmel.

## Armes utilitzades

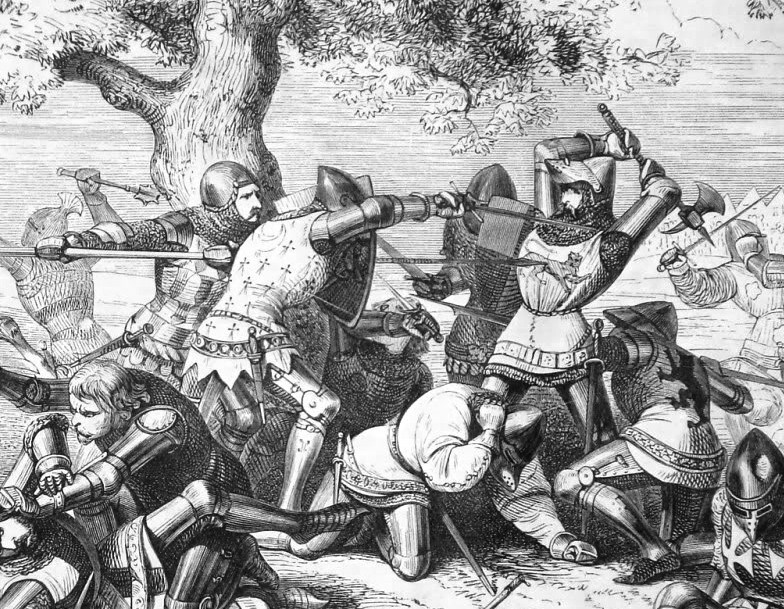
la mort de Bemborough

Es va acordar que s'utilitzarien espases, destrals, llances i misericòrdies (les cruels dagues de rematar que s'usaven introduint-ne la fulla pels espiells dels cascs, per produir una mort ràpida i "misericordiosa"). Quedaven exclosos arcs, ballestes, armes de foc de mà i artilleria, per evitar les morts a distància tot garantint un combat cavallerós i honorable.
La lluita va començar amb fúria. Després d'uns quants minuts de combat, es va decidir un descans. En aquell moment, dos anglesos i quatre bretons havien mort ja. El comandant bretó va sol·licitar una mica d'aigua, a la qual petició Geoffroy du Blois li va respondre: "Beu-te la sang que et corre per sobre, Beaumanoir, i la teva set passarà". Aquesta frase va quedar com a divisa de la família Beaumanoir.
Represa la lluita, va continuar fins que van morir Bemborough i vuit dels seus homes. En aquest punt, els anglesos supervivents es van rendir i es lliuraren com a presoners, perquè hagués estat deshonrós privar els vencedors del rescat. Tots els supervivents van resultar ferits, i els francesos van reclamar l'honor de la victòria.

## Conseqüències
El Combat dels Trenta no va tenir en realitat cap conseqüència important per a la Guerra de Successió de Bretanya ni per al seu conflicte mare, la Guerra dels Cent Anys, ja que no només implicà el domini sobre un petit espai de terreny durant unes poques setmanes. De fet, els pro-francesos supervivents van caure poc després en una emboscada.
Tanmateix, la seva singular naturalesa va fer que, als ulls dels seus contemporanis, fos considerat el millor i més elevat exemple dels ideals cavallerescos de l'edat mitjana. Se'n van escriure poemes i cançons, se’n van pintar quadres, i va acabar passant de l'àmbit militar al regne de la llegenda. La seva anomenada va arribar a tal punt que es coneix el nom de tots i cadascun dels soldats que hi van participar i l'historiador Jean Frossiart escriu que, vint anys més tard, va aparèixer a la cort de Carles V de França l'últim supervivent del Combat dels Trenta, horriblement desfigurat. El rei no va vacil·lar a asseure’l a la seva taula, el va convidar a viure a la cort i el va convertir en el militar més honrat i reconegut de França.

## Llista de combatents
| Bàndol anglobretó Comandant - Robert de Bemborough (o Bembro), capità de la guarnició de Ploërmel† Cavallers - Sir Robert Knolles - Sir Thomas Billefort - Sir Thomas Walton - Sir Hugh Calveley - Sir Hervé Laxaualan - Sir Richard Lalande Escuders i homes d'armes - John Plesington - Richard Gaillard - Hughes Gaillard - Huceton Clemenbean - Hennequin de Guenchamp - Renequin Hérouart - Hennequin Le Mareschal - Raoulet d'Aspremont - Gaultier l'Alemant - Bobinet Melipart - Jean Troussel - Robin Adès - Perrot Gannelon - Guillemin-le-Gaillard - Jennequin Taillard - Rango-le-Couart - Raoul Prévot - Dardaine† - Repefort - Croquart the German - Isannay - Dagworth (nebot de Sir Thomas Dagworth) - Helichon - Helecoq | Bàndol francobretó Comandant - Joan de Beaumanoir, senyor de Beaumanoir, conestable de Bretanya i governador de Josselin Cavallers - Sir Olivier Arrel - Sir Caron de Bosdegas - Sir Geoffroy du Bois - Sir Yves Charruel - Sir Guy de Rochefort - Sir Jean Rouxelot - Sir Robin Raguenel - Sir Huon de Saint-Hugeon - Sir Jean de Tinténiac Escuders i homes d'armes - Geoffroy de Beaucorps - Hughes Capus-le-Sage - Olivier de Fontenay - Louis de Goyon - Alain de Keranrais - Guillaume de la Lande - Guillaume de la Marche - Geoffroy de Mellon † - Guillaume de Montauban - Olivier de Monteville - Maurice du Parc - Tristan de Pestivien - Guyon de Pontblanc - Geoffroy Poulard† - Simonet Pachard - Geoffroy de la Roche - Jean de Serent - Alain de Tinténiac - Maurice de Tréziguify - Geslin de Trésiguidy |

† indica que el combatent va morir en la batalla. El bàndol anglobretó va patir nou baixes mortals en total i la resta d'homes van ser fets presoners. El bàndol francobretó va perdre almenys tres homes i probablement més. Alguns van ser fets captius durant la lluita, però van ser alliberats al final.